# Prosopocera valida
Prosopocera valida là một loài bọ cánh cứng trong họ Cerambycidae.